# Hermann Bresgen
Hermann Bresgen (* 16. März 1883 in Bernkastel; † 10. Januar 1955 in Wiesbaden) war ein deutscher Verwaltungsjurist in Preußen. Er wirkte als kommissarischer Landrat im Landkreis Gladbach (1919–1920) und war Regierungspräsident in Schneidemühl (1933–1935) sowie in Frankfurt (Oder) (1935–1936).

## Leben
Bresgen absolvierte nach der Reifeprüfung ein Studium der Rechtswissenschaften an den Universitäten Bonn und Berlin, das er 1905 mit dem ersten juristischen Staatsexamen abschloss. Während seines Studiums wurde er 1902 Mitglied der Bonner Burschenschaft Frankonia. Danach folgte sein Rechtsreferendariat, unterbrochen vom Militärdienst. Ab 1907 war er Assessor, promovierte zum Dr. jur. und bestand 1910 die zweite juristische Staatsprüfung. Danach trat er in den Dienst der Stadtverwaltung Mönchengladbach ein. Ab 1914 nahm er am Ersten Weltkrieg teil und wirkte ab 1916 als Zivilkommissar im Kreis Thuin in Belgien.
Nach Kriegsende war er Regierungsrat in Trier, ab 1919 kommissarischer Landrat im Landkreis Gladbach und ab 1920 Regierungs- beziehungsweise ab 1922 Oberregierungsrat am Landesfinanzamt Groß-Berlin. 1925 wechselte er als Direktor an das Landesfinanzamt im Landkreis Neisse und im Jahr darauf in gleicher Funktion nach Magdeburg. Ab 1929 übernahm er den Vorsitz des Finanzgerichts in Hannover.
Nach der Machtergreifung der Nationalsozialisten trat er zum 1. April 1933 der NSDAP bei (Mitgliedsnummer 1.754.223). Er wurde im Oktober 1933 Regierungspräsident in Schneidemühl und ab Januar 1935 in Frankfurt (Oder). Im November 1936 wurde er in den Ruhestand versetzt. Während der Bemühungen, Hans-Georg von Jagow als Regierungspräsident Magdeburgs aus dem Amt zu drängen, wurde Bresgen Mitte September 1943 zum Dienst beim Magdeburger Oberpräsidenten reaktiviert, im November dieses Jahres wieder beurlaubt und im Februar 1944 endgültig in den Ruhestand verabschiedet.